# Боградський район
Боградський район (рос. Боградский район, хак. Боград аймағы) — адміністративна одиниця Республіки Хакасія Російської Федерації.
Адміністративний центр — село Боград.

## Адміністративний поділ
До складу району входять 10 сільських поселень:
1. Боградське сільське поселення — с. Боград, Черемушка
2. Большеєрбинське сільське поселення — с. Большая Єрба
3. Бородінське сільське поселення — с. Бородіно
4. Знаменське сільське поселення — с. Знаменка
5. Первомайське сільське поселення — с. Первомайське.
6. Пушновське сільське поселення — с. Пушне
7. Сарагаське сільське поселення — с. Сарагаш
8. Совєтсько-Хакаське сільське поселення — с. Совєтська Хакасія, Красний Камень
9. Сонське сільське поселення — с. Сонське
10. Троїцьке сільське поселення — с. Троїцьке